# 吳九成
吳九成，贵州正安人，中国近代政治人物。秀才出身。
民国13年（1924年），擔任中华民国遵义府婺川縣縣長。后由何端接任。